# Szótelke
Szótelke (románul Sărata) település Romániában, Kolozs megyében.

## Fekvése
Kolozsvártól 43 km-re, Vajdaháza, Szentkatolnadorna, Páncélcseh és Récekeresztúr közt fekvő település.

## Története
1320-ban Zoltheleke néven említik először.
A trianoni békeszerződésig Szolnok-Doboka vármegye Csákigorbói járásához tartozott.

## Lakosság
1910-ben 906 lakosából 840 román, 45 cigány, 20 német, 1 magyar volt.
2002-ben 383 lakosa volt, ebből 264 román, 116 cigány, 2 magyar és 1 német nemzetiségűnek vallotta magát.